# Keiko Agena
Keiko Agena (ur. 3 października 1973 w Honolulu) – aktorka amerykańska pochodzenia japońskiego. Najbardziej znana jest z roli w Gilmore Girls i gościnnej roli Leili Foster w Felicity (1998). 

## Filmografia

### Aktorka
- 2008: Blondynka w koszarach (Major Movie Star) jako szeregowa Hailey Hamamori
- 2005: Salon piękności (Beauty Shop) jako Suki
- 2004: Hair Show jako Jun Ni
- 2004: The Perfect Party (I) jako Kiko
- 2004: The 100 Scariest Movie Moments jako ona sama
- 2003: Red Thread jako Matilda Wong
- 2003: Cats and Mice jako Sue
- 2002: Tomato and Eggs jako Maria
- 2001: The Nightmare Room jako Janet Bingham
- 2000: Kochane kłopoty (Gilmore Girls) jako Lane Kim
- 1998: Hundred Percent jako Casey
- 1998–2002: Felicity jako Leila Foster

### Występy gościnne
- 2002: Kim Kolwiek jako Yori (głos) (2003)
- 2000: Strong Medicine jako Alison Kim (2001)
- 1994–1999: Jak dwie krople czekolady (Sister, Sister) jako Dziennikarka (1995)
- 1992–1997: Renegat (Renegade) jako Mitsuko (1993)
- 1990–2000: Beverly Hills, 90210 jako Zawodniczka (1999)